# Tim Harkins
Tim Harkins est un producteur de musique américain.
Il a collaboré avec KoЯn, Rage Against the Machine et Enhancer. Il travaille généralement à Elementree Studio à Hollywood.